# Jodie Comer
Jodie Marie Comer, född 11 mars 1993 i Liverpool, är en engelsk skådespelare. Hon är bland annat känd för sina roller som mördaren Villanelle i Killing Eve, Chloe Gemell i komedi-drama-serien My Mad Fat Diary, Ivy Moxam i BBC Three-miniserien Thirteen, Kate Parks i Doctor Foster och  Elizabeth of York i miniserien The White Princess.

## Uppväxt
Comers far Jimmy Comer är sportmassageterapeut för Everton FC, medan hennes mor Donna arbetar för Merseytravel.
Comer växte upp i Liverpool och studerade vid St Julie's Catholic High School. Hon fick sin dramalärares uppmärksamhet när hon deltog i skolans talangshow och framförde en monolog som tidigare hade vunnit henne en första plats på en lokal dramafestival. Detta ledde till att hon skickades till audition för en BBC Radio 4-teater, en roll som blev hennes första skådespelarjobb. Andra som arbetade i föreställningen berättade för henne att hon kunde göra en karriär i att agera och rådde henne att skaffa en agent.

## Karriär
Comers TV-karriär började 2008 när hon deltog i The Royal Today, en spin-off-serie av The Royal. Hon medverkade senare i Holby City, Doctors, Silent Witness, Casualty, Law & Order: UK, Vera och Inspector George Gently.
Comer var nummer 94 på listan "Radio Times TV 100" för 2018. I november 2018 inkluderade The Hollywood Reporter henne i sin "Next Gen Talent 2018: Hollywoods Rising Young Stars" lista. I december 2018 inkluderade Vogue (Storbritannien) henne på sin lista över "De mest inflytelserika tjejerna 2018", och i februari 2019 inkluderade Forbes Comer i sin årliga "Forbes 30 under 30"-lista över de 30 mest inflytelserika människor i Europa under 30 år.

## Aktivism
I september 2018 var Comer med i en video till stöd för Stand Up to Cancer. Hon stöder också Tyred, en brittisk trafiksäkerhetskampanj för att kriminalisera att köra med gamla däck på bussar.

## Filmografi i urval

### Film
| År   | Titel                            | Roll                    | Noteringar |
| ---- | -------------------------------- | ----------------------- | ---------- |
| 2017 | England is Mine                  | Christine               |            |
| 2019 | Star Wars: The Rise of Skywalker | Miramir (Reys mor)      | Cameo      |
| 2021 | Free Guy                         | Milly                   |            |
| 2021 | The Last Duel                    | Marguerite de Carrouges |            |
| 2023 | The Bikeriders                   | Kathy                   |            |
| 2025 | 28 Years Later                   |                         |            |

### TV
| År        | Titel                   | Roll                          | Noteringar                       |
| --------- | ----------------------- | ----------------------------- | -------------------------------- |
| 2013–2015 | My Mad Fat Diary        | Chloe Gemell                  | 16 avsnitt                       |
| 2015      | Lady Chatterley's Lover | Ivy Bolton                    | TV-film                          |
| 2015–2017 | Doctor Foster           | Kate Parks                    | 9 avsnitt                        |
| 2016      | Thirteen                | Ivy Moxam                     | Miniserie                        |
| 2017      | The White Princess      | Elizabeth av York             | 8 avsnitt                        |
| 2018–2022 | Killing Eve             | Oksana Astankova / Villanelle | Huvudroll                        |
| 2021      | Help                    | Sarah                         | TV-film; även exekutiv producent |